# It’s OWL
it’s OWL – Intelligente Technische Systeme OstWestfalenLippe bezeichnet eine Kooperation von über 200 Unternehmen, Hochschulen, wissenschaftlichen Kompetenzzentren und wirtschaftsnahen Organisationen in der Region Ostwestfalen-Lippe (OWL), die im Jahr 2012 gegründet wurde. Träger ist das Unternehmen it's OWL Clustermanagement GmbH mit Sitz in Paderborn. Seit 2023 verfolgt it's OWL mit ‚Industrie.Zero‘ eine duale Strategie für nachhaltige Wertschöpfung durch Intelligente Technischen Systeme. In Projekten entwickeln Unternehmen und Forschungseinrichtungen gemeinsam Ansätze und Lösungen, um konkrete Herausforderungen der Industrie anzugehen.

## Geschichte
it’s OWL – Intelligente Technische Systeme OstWestfalenLippe ist 2012 gegründet worden. Ziel war es, im Rahmen der dritten Runde des Spitzencluster-Wettbewerbs des Bundesministeriums für Bildung und Forschung Fördermittel zu erlangen. Das Ministerium stellt 40 Millionen Euro für Entwicklungsprojekte zur Verfügung. Insgesamt hat it’s OWL ein Volumen von knapp 100 Millionen Euro. Nach dem Zuschlag im Januar 2012 sollen diese nun eingesetzt werden, um in den Bereichen Automatisierung, Automotive und Maschinenbau Innovationen zu schaffen.
Die Kooperation ist um ursprünglich 24 Kernunternehmen gestaltet. Von 2012 bis 2017 wurden im Rahmen des Spitzenclusters mit Unterstützung des Bundesministeriums für Bildung und Forschung 47 Projekte mit einem Projektvolumen von 100 Mio. Euro umgesetzt. Zudem soll mit Hilfe der Marke it’s OWL die Region Ostwestfalen-Lippe als Wirtschafts- und Technologiestandort national und international profiliert werden. Die drei Hochschulstandorte Bielefeld, Lemgo und Paderborn bilden die regionalen Kompetenz- und Transferzentren im Cluster. Die Gebäude auf dem Centrum Industrial IT (CIIT)-Campus haben 10.000 Quadratmeter Fläche.
Auf dieser Grundlage haben Unternehmen und Forschungseinrichtungen 2018 eine neue Strategie entwickelt und die Zusammenarbeit intensiviert. Bis 2023 hat das Netzwerk Projekte im Umfang von 200 Mio. Euro auf den Weg gebracht werden, um die Potenziale von KI für die Produktion zu erschließen.
Seit 2023 verfolgt it’s OWL mit ‚Industrie.Zero‘ eine duale Strategie für nachhaltige Wertschöpfung durch Intelligente Technischen Systeme.
Die Bewerbung beim Spitzencluster-Wettbewerb hat die Regionalmarketing- und Regionalentwicklungsgesellschaft OstWestfalenLippe GmbH koordiniert. Konzeptioneller Leiter ist Jürgen Gausemeier, ehemaliger Vorstand des Heinz Nixdorf Instituts an der Universität Paderborn.

## Beteiligte Forschungseinrichtungen
Der Cluster besteht aus 174 Partnern; einige davon sind hier aufgelistet:

### Hochschulen
Sieben Hochschulen und elf hochschulnahe Kompetenzzentren stellen methodische Grundlagen und anwendungsorientierte Technologien zur Verfügung.
- Universität Bielefeld, Center of Excellence Cognitive Interaction Technology (CITEC), Research Institute for Cognition and Robotics (CoR-Lab)
- Universität Paderborn, Heinz Nixdorf Institut
- Technische Hochschule Ostwestfalen-Lippe, Institut für industrielle Informationstechnik (inIT), Lemgo
- Fachhochschule Bielefeld
- Fachhochschule der Wirtschaft
- Hochschule Hamm-Lippstadt
- Universität Münster, Institut für Anlagen und Systemtechnologien (IAS)

### Außeruniversitäre Forschungseinrichtungen, Kompetenzzentren
- Fraunhofer ENAS, Abteilung Advanced System Engineering, Paderborn
- Fraunhofer IOSB-INA, Institutsteil für Industrielle Automation, Lemgo
- Fraunhofer-Institut für Entwurfstechnik Mechatronik (IEM), Paderborn
- Centrum Industrial IT (CIIT), Lemgo
- SmartFactoryOWL, Lemgo

## Beteiligte Unternehmen
it's OWL wird gestützt von vielen mittelständischen Betrieben der Region, die teilweise Hidden Champions in ihrem Bereich sind. Initial standen dabei die nachfolgenden 24 Unternehmen im Zentrum:
- Beckhoff Automation
- Behr-Hella Thermocontrol
- Benteler Automobiltechnik
- Claas
- Delta Energy Systems
- Denios
- DMG Mori Seiki
- GEA Group
- Goldbeck
- Harting
- Hella
- Herbert Kannegiesser
- Hesse Mechatronics
- KEB Automation
- Lenze
- Miele
- Paul Hettich
- Phoenix Contact
- Unity AG
- Wago
- Weidmüller
- Wincor Nixdorf
- Wittenstein motion control
- WP Kemper

## Weitere Clusteraktivitäten

### Industrie.Zero
Mit „Industrie.Zero“ verfolgt it’s OWL seit 2023 eine duale Strategie für nachhaltige Wertschöpfung durch Intelligente Technischen Systeme: Unternehmen entwickeln intelligente Produkte für den nachhaltigen Einsatz – und setzen intelligente Produktionsverfahren für nachhaltige Wertschöpfung ein. Mit der neuen Strategie Industrie.Zero will der Spitzencluster it’s OWL neue Technologien und Anwendungen entwickeln, mit denen Unternehmen ihre ökologische, ökonomische und soziale Nachhaltigkeit stärken können. Zum ersten Mal hat it's OWL den Begriff 'Industrie.Zero' auf der Hannover Messe 2022 dem Fachpublikum präsentiert. Ziel von ‚Industrie.Zero‘ ist es, die Region Ostwestfalen-Lippe zur Modellregion für nachhaltige Wertschöpfung machen.

### Projekt KI-Marktplatz / Start-up AI Marketplace
Aus dem it’s OWL initiierten Projekt „KI-Marktplatz“ ist das Start-up „AI Marketplace“ geworden. Das Projekt wurde von Januar 2020 bis Juni 2023 im Innovationswettbewerb »Künstliche Intelligenz als Treiber für volkswirtschaftlich relevante Ökosysteme« des Bundesministeriums für Wirtschaft und Klimaschutz (BMWK) gefördert. Das Projektvolumen betrug 16,60 Millionen Euro. Das Projektkonsortium bestand aus 20 Forschungseinrichtungen, Netzwerken und Unternehmen, dessen Nukleus der Spitzencluster it’s OWL bildete.

### Das Kompetenzzentrum Arbeitswelt.Plus
Wie Künstliche Intelligenz (KI) die Arbeitswelt neugestalten kann, um Mitarbeitende zu entlasten, zeigt das vom Technologie-Netzwerk it’s OWL initiierte Kompetenzzentrum Arbeitswelt.Plus. Unternehmen und Forschungseinrichtungen aus Ostwestfalen-Lippe entwickeln gemeinsam mit der IG Metall im Kompetenzzentrum konkrete Anwendungen, wie durch KI die Arbeitsbedingungen verbessert und die Beschäftigten entlastet werden können.

### Internationales Promotionskolleg ISA
Im April 2013 wurde vom Institut für industrielle Informationstechnik (inIT) der damaligen Hochschule OWL und der Universität Paderborn das internationale Promotionskolleg "Intelligente Systeme in der Automation (ISA)" als gemeinsame wissenschaftliche Einrichtung gegründet. Bei diesem werden Stipendiaten von jeweils einem Professor des inIT und einem Professor der Universität Paderborn mit einem Thema aus dem Bereich der Intelligenten Automation strukturiert in ihrem Promotionsverfahren angeleitet.